# Darwiniothamnus alternifolius
Darwiniothamnus alternifolius es una especie de planta fanerógama perteneciente a la familia Asteraceae.

## Distribución
Es un endemismo de Ecuador donde se encuentra en las Islas Galápagos.

## Taxonomía
Darwiniothamnus alternifolius fue descrita por Lawesson & Adsersen y publicado en Opera Botanica 92: 10. 1987.